# Bourdalat
Bourdalat (gaskonsko Bordalat) je naselje in občina v francoskem departmaju Landes regije Akvitanije. Naselje je leta 2009 imelo 211 prebivalcev.

## Geografija
Kraj leži v pokrajini Gaskonji ob reki Gaube, 28 km jugovzhodno od središča Mont-de-Marsana.

## Uprava
Občina Bourdalat skupaj s sosednjimi občinami Arthez-d'Armagnac, Le Frêche, Hontanx, Lacquy, Montégut, Perquie, Pujo-le-Plan, Saint-Cricq-Villeneuve, Sainte-Foy, Saint-Gein in Villeneuve-de-Marsan sestavlja kanton Villeneuve-de-Marsan s sedežem v Villeneuve-de-Marsanu. Kanton je sestavni del okrožja Mont-de-Marsan.

## Zanimivosti
- cerkev sv. Janeza Krstnika iz. 14. stoletja, prenovljena v 16. stoletju;